# Bhatagunaki, Indi
Bhatagunaki là một làng thuộc tehsil Indi, huyện Bijapur, bang Karnataka, Ấn Độ.